# Rue Baste
Pour les articles homonymes, voir Baste.
La rue Baste est une voie du 19e arrondissement de Paris, en France.

## Situation et accès
La rue Baste est une voie publique située dans le 19e arrondissement de Paris. Elle débute au 33, avenue Secrétan et se termine au 19, rue Bouret.
En 2015, dans le cadre de la réhabilitation de la halle Secrétan, la rue est réaménagée au niveau du marché : création de douze stationnements pour les vélos, rénovation du trottoir impair et agrandissement de la zone de livraison.

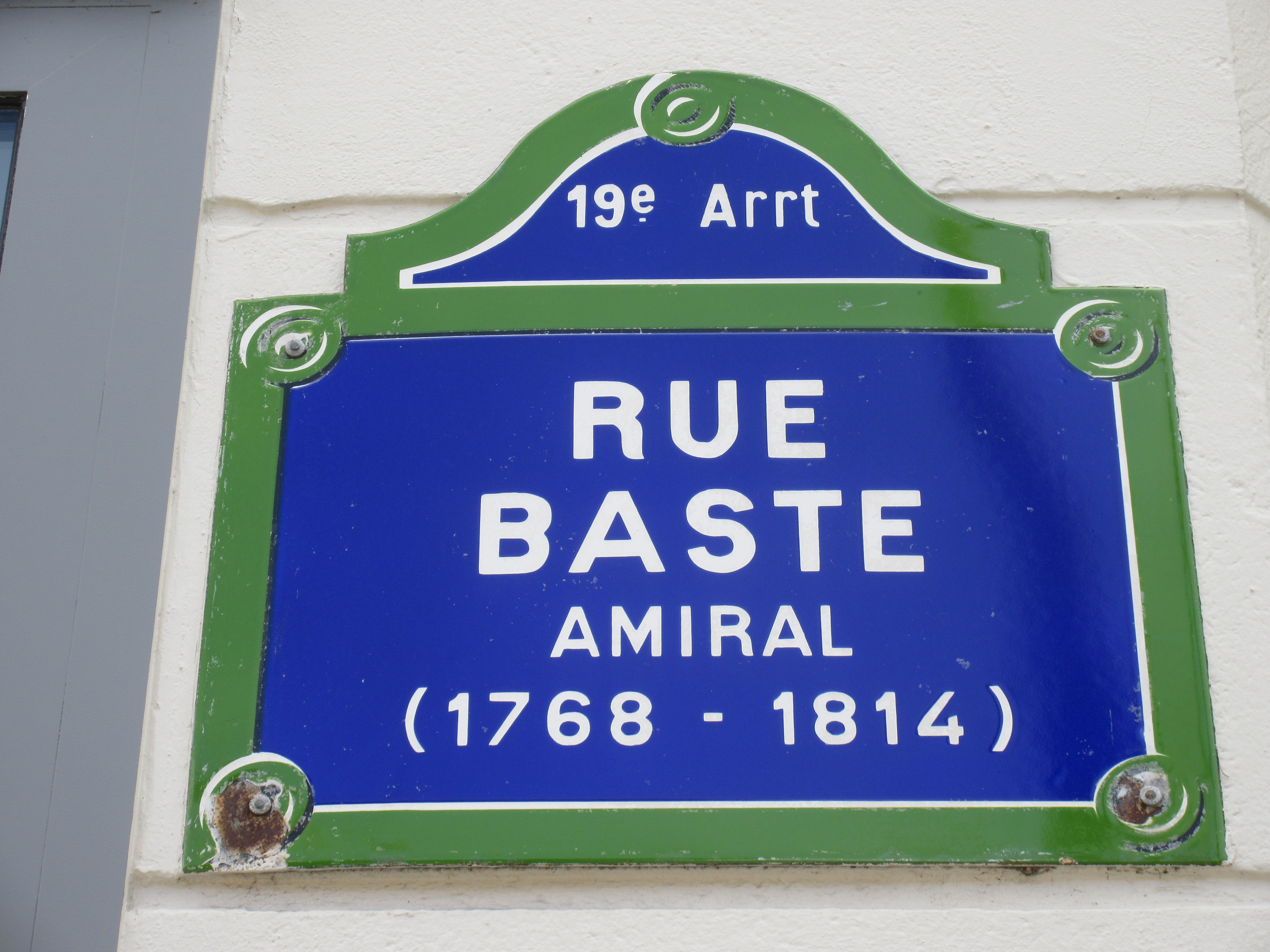

## Origine du nom
Elle porte le nom du contre-amiral Pierre Baste (1768-1814), qui défendit les Buttes-Chaumont en 1814. 

## Historique
Cette voie est ouverte par un décret du 6 janvier 1866 et prend sa dénomination actuelle par un décret du 10 août 1868 :
Décret du 10 août 1868
« Napoléon, etc., 

sur le rapport de notre ministre secrétaire d’État au département de l'Intérieur,
vu l'ordonnance du 10 juillet 1816 ;
vu les propositions de M. le préfet de la Seine ;
avons décrété et décrétons ce qui suit :
Article 15. — La rue latérale au nouveau marché du 19e arrondissement prendra le nom de rue de Baste ;
etc.
Article 17. — Notre ministre secrétaire d'État au département de l'Intérieur est chargé de l'exécution du présent décret.
Fait au palais de Fontainebleau, le 10 août 1868. »

## Bâtiments remarquables et lieux de mémoire
- Du côté impair de toute la rue est situé le marché couvert Secrétan, érigé en 1868. Son entrée principale ouvre sur l'avenue Secrétan.